# Charles Miller (cineasta)

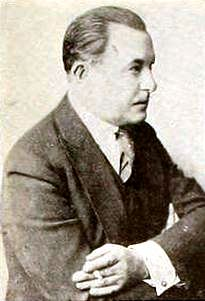
Miller em 1920

Charles A. Miller (1875 – 14 de novembro de 1936) foi um ator e diretor de cinema norte-americano. Antes de atuar como diretor, ele desempenhou papéis como um ator. Miller nasceu em Saginaw, Michigan e morreu em Nova Iorque, NI.

## Filmografia selecionada
- The Ship of Souls (1925)
- The Man She Brought Back (1922)
- The Law of the Yukon (1920)
- High Speed (1920)
- Love, Honor and -- ? (1919)
- A Dangerous Affair (1919)
- Why Germany Must Pay (1919)
- The Great Victory, Wilson or the Kaiser? The Fall of the Hohenzollerns (1919)
- The Service Star (1918)
- The Fair Pretender (1918)
- At the Mercy of Men (1918)
- The Flame of the Yukon (1917)